# 白取千夏雄
白取 千夏雄（しらとり ちかお、1965年7月17日 - 2017年3月17日）は、日本の漫画編集者。元青林堂『ガロ』副編集長。妻は漫画家のやまだ紫で年齢はやまだが17歳年上である。

## 経歴
1965年北海道函館市宝来町生まれ。1984年に上京して国際アニメーション研究所に入学。その後、講師として登壇していた『月刊漫画ガロ』初代編集長の長井勝一が経営する青林堂に、クラスメイトの赤坂竜也とともに遊びに行った際、どちらかアルバイトとして誘われ、白取が応じたことから、同年11月12日から青林堂にアルバイトとして入社し、翌1985年4月から正社員となる（なお、赤坂は同年に漫画家として『ガロ』でデビューしたが、最終的に漫画家とはならず編集者となった。竹書房で主婦向け漫画雑誌の編集長などを歴任後、2019年に独立して出版社ユサブルを設立）。『ガロ』時代は主に男性作家、特に根本敬を長く担当し、ゴキブリの死体を張り付けた原稿を印刷所に持って行って怒られたことがある。また、この頃から持ち込みの応対にもあたり、血で描かれた原稿に強烈な印象を受ける。
元々漫画家志望で「どんな絵柄でも模写できる」ほど手先が器用だったことから図案文字などレタリングもこなし、1990年代初頭には『ガロ』のDTP化を行う。新人としてはねこぢる、古屋兎丸、福満しげゆきなどを発掘する。
1997年、青林堂を退職し、親会社ツァイトに移籍。山中潤社長体制下において『ガロ』副編集長と『デジタルガロ』編集長を兼任し積極的にデジタル路線を進めるが、手塚能理子ら編集部員の反発を招き、青林堂の分裂と『ガロ』の休刊を招いた。手塚ら退社組が青林工藝舎を設立した後もガロ編集部に残り残務処理に当たった。
その後、青林堂の福井源社長時代に、ガロ復刊の際に編集長を紹介するなどに関わるがツァイト倒産後はフリーの編集者の立場で携わることになる。
再度のガロ休刊後、大和堂の蟹江幹彦が青林堂の経営を引き継ぎ、2000年の『ガロ』復刊にあわせて白取は自身が創設した読者投稿コーナー「4コマガロ」の編集担当をフリーで引き続き請け負うが、コーナーの担当を有無を言わさず一方的に降板させられるなど蟹江社長体制下においては冷遇的な扱いを受ける。結局『ガロ』は2年で再び休刊となり、白取も青林堂から完全撤退する。
2005年に白血病の宣告を受け、2007年よりやまだ紫と共に夫婦で京都に移住。2008年より京都精華大学にて非常勤講師を務める。また、日本ジャーナリスト専門学校講師に就任したが、病状の悪化に伴い休職。2009年には妻のやまだ紫に先立たれる。
2015年にメルケル細胞癌併発。廓清手術、放射線照射、化学療法を受けるが転移。2017年3月17日午後8時頃死去。
2019年5月20日、白取の半生記・半世紀を綴った自伝『全身編集者』が劇画狼の編集により独立系出版社のおおかみ書房より刊行。
2021年3月15日、上記自伝を再校正し「『ガロに人生を捧げた男』-全身編集者の告白-」と改題、また表紙等を改装し、劇画狼の編集後記を加筆した上で興陽館から一般書籍として商業出版された。

## 人物
- 長井勝一に薫陶を受けた最後の弟子であると自称し、青林工藝舎を率いる手塚能理子と共に、青林堂の系譜を受け継ぐ人物であった[15]。ただし『ガロ』休刊および青林堂の分裂騒動の経緯から手塚とは確執があったため「青林工藝舎が青林堂の後継者である」という見方には否定的だった[15]。
- 『ガロ』時代は古屋兎丸などを担当し、古屋が『ガロ』に連載していた4コマ漫画『パレポリ』にも作中に白取が登場する。ちなみに白取が制作した青林堂版『パレポリ』の初版本はあまりに豪華すぎたため、一冊売るたびに赤字になったという経緯が再版本で語られていた[16]。また古屋が『ガロ』を離れて売れっ子になってからも「永久担当」と呼ばれるほどの信頼を置かれていた[17]。
- 元青林堂社長の山中潤とも長年わだかまりがあったが、2014年に京都で20年ぶりに顔を合わせて和解した[18]。
- エロ劇画評論家の劇画狼が編集者としての弟子にあたり、2012年より劇画狼の「おおかみ書房」レーベルに協力する形で、三条友美や中川ホメオパシーといった作家のマニアックな作品を世に送り出していた[19][20]。
- 2016年12月刊行の『キッチュ』（ワイズ出版）創刊号に掲載されたインタビュー「“ガロ”のまんが道/元副編集長・白取千夏雄編」が生前最期の仕事となった。また白取の没後刊行された同誌2号（2019年2月刊行）には「“ガロ”のまんが道・後編/手塚能理子編」が掲載されており、過去実現しなかった両者のインタビューを同じ誌面に載せるという貴重な試みとなっている。
- 漫画家としては、『モンスタースーツ』（1987年、三和出版）という雑誌で「白取ちかお」名義で「正しいヘヴィメタル」という作品でデビューしている。

## 著書
- 『全身編集者』（おおかみ書房/2019年5月20日発売）
  - 元『ガロ』副編集長から見た非メジャー漫画史と自伝。カバーアートは白取が初代担当を務めた漫画家の古屋兎丸が手がけた。
  - 前半は『ガロ』の創刊者で初代編集長の長井勝一との出会いと思い出、1980～90年代の『ガロ』編集者時代のエピソード、のちに妻となる漫画家・やまだ紫との出会い、そして1997年の青林堂編集部総辞職事件[21]による『ガロ』休刊騒動についてを回想する。また後半は2005年以降の白血病宣告とやまだ紫との死別、そして劇画狼との出会いと独立系出版社「おおかみ書房」の立ち上げについてを描く。
  - 2015年11月～12月と2016年3月に総合マンガ誌『キッチュ』編集部とおおかみ書房編集部が京都大学医学部附属病院で行った合同インタビューを元に著者が本文を執筆し、著者の没後はおおかみ書房編集部が著者のブログ『白取特急検車場』を元に加筆・再校正を行った。あとがきに元『ガロ』編集長・元ツァイト/青林堂社長の山中潤を招き、これまで明かされなかった『ガロ』休刊騒動の真相[要出典]を初告白する[21]。
- 『『ガロに人生を捧げた男』-全身編集者の告白-』（興陽館/2020年3月15日初版発行）
  - ISBN 978-4-87723-271-9
  - 上記著書『全身編集者』を再校正し、改題し一般書籍として商業出版されたもの。
  - カバーイラストはインディーズ版と同じく古屋兎丸が担当し描き下ろしている。
  - インディーズ版から本書の新要素の一つとして編集後記を劇画狼を加筆している。

## 参照
1. ↑  誕生日 - 白取特急検車場 2006年7月17日付
2. 1 2  白取千夏雄『全身編集者』（おおかみ書房）
3. ↑  『月刊漫画ガロ』1985年2・3月号「残飯整理」210頁
4. ↑  マディ上原さんが亡くなった - 白取特急検車場 2009年12月22日付
5. ↑  ねこぢる追悼ナイト Live at 新宿ロフトプラスワン 1998.11.23 - 根本敬、白取千夏雄、サエキけんぞう、鶴岡法斎の4人によるトークライブ
6. ↑  おおかみ書房公式／劇画狼のツイート 2018年2月19日
7. ↑  山中潤のツイート 2017年3月19日
8. ↑  「ガロ」と日本のサブカルチャーを考える -「ガロ」とコミックを中心に PAGE11 白取千夏雄公式サイト
9. ↑  「ガロ」事件に関する追記PAGE14 - 白取特急 2002年11月
10. ↑  このマンガがひどい! 劇盛エンヴァイロメント ゼロジー
11. ↑  最後のご挨拶 - 漫画編集家、白取千夏雄氏ご支援とご協力のお願い 2017年03月19日付
12. ↑  元ガロ副編集長/現おおかみ書房編集顧問・白取千夏雄氏亡くなりました。 - なめくじ長屋奇考録 2017年03月18日付
13. ↑  【おおかみ書房からのお知らせ】ガロ副編集長・白取千夏雄氏一周忌と今後の出版予定 - なめくじ長屋奇考録 2018年03月19日付
14. ↑  おおかみ書房新刊 元「ガロ」副編集長自伝 白取千夏雄『全身編集者』、通販予約開始しました - なめくじ長屋奇考録 2018年05月06日付
15. 1 2  4コマガロ・「長井イズム」のこと - 白取特急検車場 2007年03月29日付
16. ↑  『パレポリ』（青林堂 1996年）表1
17. ↑  古屋兎丸のツイート 2017年3月21日
18. ↑  元ガロ編集長、山中潤さんと20年ぶりに再会した - 白取特急検車場 2014年12月30日付
19. ↑  白取千夏雄「“ガロ”のまんが道」『キッチュ』（2016年12月 ワイズ出版）
20. ↑  「寄生少女」顛末 - 白取特急検車場 2013年03月15日付
21. 1 2  当事者のうち沈黙を守っていた元青林堂社長の山中潤は、2008年になって漫画家の原田高夕己が運営する個人ブログ『漫画のヨタ話』のインタビューで『ガロ』時代および「内紛事件」の回想を行っている。その後、山中は本書のあとがきで「白取さんが読まないから」として今まで明かしていなかった『ガロ』休刊騒動の真相を初告白した。